# Fikru Teferra
Fikru Teferra Lemessa (amh.: ፍቅሩ ተፈራ ለሜሳ; ur. 30 października 1985) – etiopski piłkarz występujący na pozycji napastnika.

## Kariera klubowa
Tefera karierę rozpoczynał w 2003 roku w Adama City. W 2004 roku odszedł do zespołu Saint-George SA. W 2005 roku zdobył z nim mistrzostwo Etiopii oraz Superpuchar Etiopii. W 2006 roku ponownie wraz z klubem ponownie wywalczył mistrzostwo Etiopii. W tym samym roku przeszedł do południowoafrykańskiego Orlando Pirates. Przez rok w jego barwach rozegrał 19 spotkań i zdobył 2 bramki.
W 2007 roku Tefera przeszedł do Supersport United. W 2008 roku, a także w 2009 roku zdobył z nim mistrzostwo RPA. W połowie 2009 roku odszedł do czeskiej drużyny FK Mladá Boleslav. W Gambrinus Lidze zadebiutował 25 lipca 2009 roku w zremisowanym 1:1 spotkaniu ze Slavią Praga. W klubie z Mladej Boleslavi spędził rok, w ciągu którego zagrał tam w 9 meczach. W 2010 roku wrócił do Supersport United. Tym razem występował tam przez rok.
W 2011 roku Tefera podpisał kontrakt z fińskim Kuopion Palloseura. W Veikkauliidze pierwszy mecz zaliczył 18 września 2011 roku przeciwko Vaasan Palloseura (4:2). W barwach KuPS wystąpił 7 razy. W 2012 roku odszedł do wietnamskiego klubu Thanh Hóa FC.

## Kariera reprezentacyjna
W reprezentacji Etiopii Tefera zadebiutował w 2004 roku.